# 鑫谷克羅比麗魚
鑫谷克羅比麗魚，為輻鰭魚綱鱸形目隆頭魚亞目慈鯛科的其中一種，分布於南美洲巴西鑫谷河流域，體長可達8.6公分，棲息在底中層水域，生活習性不明。